# Ophiothyreus goesi
Ophiothyreus goesi är en ormstjärneart som beskrevs av Ljungman 1872. Ophiothyreus goesi ingår i släktet Ophiothyreus och familjen Ophiolepididae. Inga underarter finns listade i Catalogue of Life.